# Fadzsr
A fadzsr (فجر – faǧr) a muszlimok hajnali imája, a kötelező napi öt ima (szalát)  közül az első. 
Az öt ima együtt képezi az iszlám öt oszlopa közül az egyiket (a szunnita iszlámban), illetve a síita iszlám szerint  a vallás tíz ágának egyikét.
A hajnali imát a Korán a 24:58-as fejezetben említi. A két hadíszban megfogalmazott magyarázat (tafszír) szerint ez Allah legkedveltebb imája, amelyet akkor mondanak a muszlimok, amikor mások még alszanak. A síita és a szunnita iszlámban egyaránt két kötelező (fard) raka hosszúságú. Utazáskor nem rövidíthető. Ezt az imát hangosan kell mondani. A két raka előtt nagyon ajánlott két önkéntes rakát is imádkozni, mivel a Próféta azt mondta, hogy az a két raka jobb mint az evilág, és minden, ami benne van. Ám a két kötelező raka után tilos önkéntes leborulást tenni. A hajnali ima ideje hajnalhasadástól napfelkeltéig tart.
Ramadán hónapban a napi böjtölés a fadzsr ima idejének eljövetelével kezdődik, ilyenkor a muszlimok még korábban kelnek fel, hogy az ima előtt egyenek-igyanak (szuhúr).